# Boselaphus tragocamelus
El nilgó o toro azul (Boselaphus tragocamelus) es una especie de mamífero artiodáctilo de la familia Bovidae. Es un bovino de gran tamaño y cuerna pequeña común en los bosques de la India, pero fueron importados a Estados Unidos como animales de zoológico en 1920 y liberados en Texas en 1930. Nilgó es una palabra hindú que significa "toro azul". Es la única especie de su género y no se reconocen subespecies.

## Características

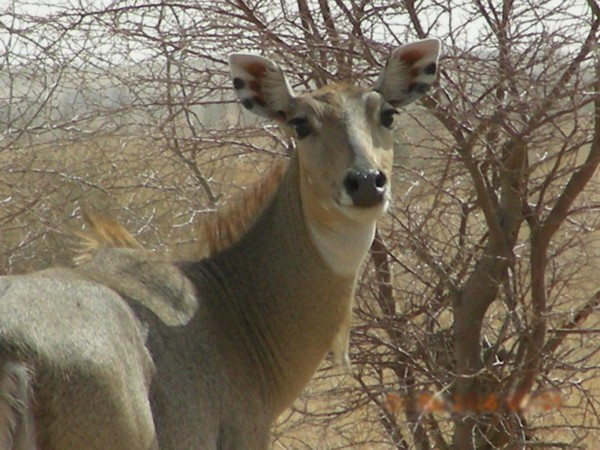
Hembra de nilgó en el desierto de Thar, Rajastán, India.

El nilgó es el antílope de mayor tamaño de Asia. Presenta un marcado dimorfismo sexual. Solo tiene cuernos el macho, los cuales son cortos y rectos, y llegan a medir cuando son adultos entre 15 y 24 cm. Mide de entre 120 a 150 cm de altura en la cruz y tiene una longitud cabeza-cuerpo de 180 a 210 cm. Pueden llegar a pesar hasta 300 kg. En cambio las hembras suelen ser una quinta parte menores. Tiene un pelaje corto que es de color marrón amarillento en las hembras y se convierte en  gris azulado en los machos adultos. Los terneros son marrón pálido. El pelo de los adultos es delgado y aceitoso, pero la piel es gruesa en el pecho y el cuello de los machos. Existen parches de color blanco en la cara y por debajo de la barbilla. Esta se extiende en un amplio y blanco babero en la garganta. En los machos por debajo de la pechera cuelga un mechón de pelo o barba, que puede ser de hasta 13 cm. 
Una banda blanca a lo largo de la zona de pecho va más el abdomen y se extiende entre las patas traseras, que forma un estrecho pequeña revisión que se describe con el pelo más oscuro. Tiene patas delgadas.
Su fórmula dental, típica en los bóvidos, es la siguiente: 0/3, 0/1, 3/3, 3/3 = 32.

## Distribución y hábitat
Está ampliamente distribuido en India y en zonas de tierras bajas de Nepal, así como en Pakistán, donde es considerado como raro. Además ha sido introducido en Texas (Estados Unidos).
Se encuentra en zonas áridas, de matorrales y bosques secos, además de en zonas agrícolas, pero suele evitar los desiertos y los bosques densos.

## Comportamiento

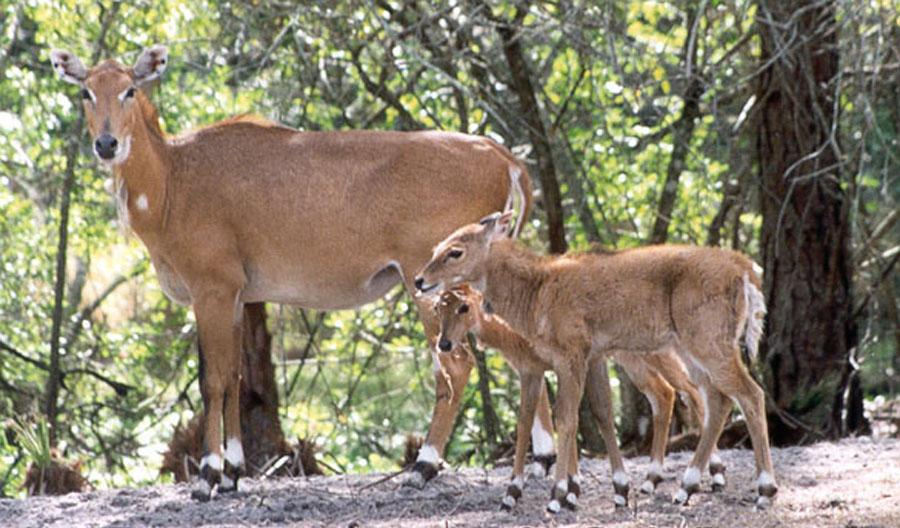
Hembra de nilgó con sus crías.

Habitualmente se encuentra en hatos de aproximadamente 10 animales, pero se han visto grupos más grandes, de 20 a 70 individuos. Los machos viejos son a veces solitarios. Es de hábitos diurnos con una mayor actividad en las primeras horas de la mañana y la tarde. Tiene buena vista y oído, pero no tiene un buen sentido del olfato. Aunque es normalmente silencioso, pueden hacer una vocalización que ruge cuando está alarmado. Cuando es perseguido puede alcanzar velocidades de hasta 29 millas por hora.

### Reproducción
Las hembras y los machos permanecen separados durante la mayor parte del año, a excepción de la época de cría. Los grupos los forman un macho dominante y de una a varias hembras. El apareamiento tiene lugar habitualmente de diciembre a marzo, pero puede ocurrir durante todo el año. La hembra pare, tras un período de gestación que va de 243 a 247 días, una o dos crías, excepcionalmente tres. Las hembras pueden concebir a los 18 meses de edad, pero muy pocas lo hacen antes de los 3 años de edad. Los machos maduran sexualmente a los dos años y medio, pero no pueden competir con otros machos hasta los 4 años. 